# John James Bentley
Pour les articles homonymes, voir John Bentley et Bentley.
John James Bentley est une personnalité du football anglaise née à Chapeltown (Lancashire) en juin 1860 et morte en septembre 1918.
Il a exercé les fonctions d'arbitre en coupe et championnat d'Angleterre, de journaliste sportif à Cricket and Football Field et Athletic News, de président de la Football League de 1894 à 1910, de président des Bolton Wanderers de 1894 à 1897 et d'entraîneur de Manchester United de 1912 à 1914.

## Source
Claude Boli, Manchester United, l'invention d'un club : deux siècles de métamorphoses, Paris, Éditions de La Martinière, 2004, 434 p. (ISBN 978-2-84675-141-4 et 2-84675-141-2), p. 109-112, 392